# Zamach w Susie
Zamach w Susie – atak terrorystyczny, który miał miejsce 26 czerwca 2015 w kurorcie Susa w Tunezji, w ośrodku turystycznym Marsa al-Kantawi położonym około 10 kilometrów na północ od miasta Susa. W wyniku ataku śmierć poniosło 39 osób, a 36 zostało rannych. Do ataków przyznali się członkowie Państwa Islamskiego.

## Przebieg zamachu
26 czerwca 2015 w ośrodku turystycznym Marsa al-Kantawi na plaży w pobliżu hoteli Soviva i Imperial Marhaba napastnik udający turystę wyciągnął schowaną w parasolu plażowym broń i otworzył ogień do osób przebywających na plaży. Następnie zamachowiec skierował się w stronę hotelu, oddając strzały do turystów i personelu hotelowego. Ostatecznie w wyniku akcji służb napastnik został zabity.
Według tunezyjskich służb zamachowiec dostał się na plażę korzystając z pomocy wspólników, którzy prawdopodobnie przetransportowali go w to miejsce motorówką.

## Zamachowiec
Zamachowcem okazał się 23-letni student wydziału inżynierii na uniwersytecie w Kairuanie Sajf ad-Din ar-Rizki (według oświadczenia terrorystów noszący nowe nazwisko Abu Jahja al-Kajrawani) pochodzący z położonego na północy Tunezji miasta Kafur.
Według służb zamachowiec szkolony był w obozie terrorystów w Sabrata w Libii.

## Ofiary
Wśród zabitych znajdują się obywatele Wielkiej Brytanii, Irlandii, Niemiec, Portugalii, Belgii, Rosji oraz zamachowiec obywatelstwa tunezyjskiego.
| Kraj            | Liczba zabitych | Liczba rannych |
| --------------- | --------------- | -------------- |
| Wielka Brytania | 30              | 24             |
| Irlandia        | 3               |                |
| Niemcy          | 2               |                |
| Tunezja         | 1               | 7              |
| Portugalia      | 1               |                |
| Belgia          | 1               | 3              |
| Rosja           | 1               | 1              |
| Ukraina         | –               | 1              |
| Razem           | 39              | 36             |

## Konsekwencje

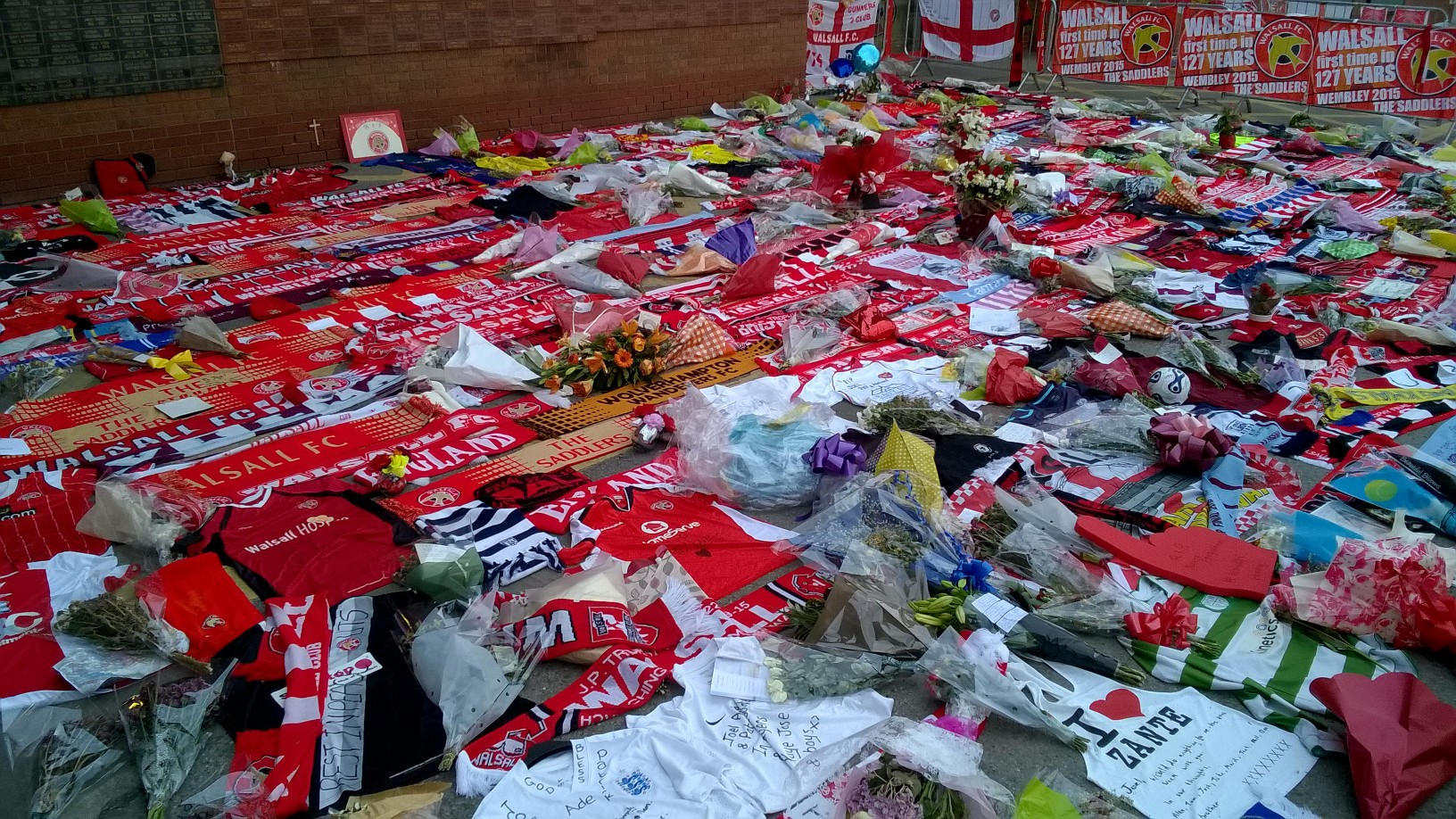
Hołd złożony ofiarom zamachu w Susie przed stadionem Bescot (2015).

Minister Spraw Wewnętrznych Hiszpanii Jorge Fernández Díaz poinformował o podniesieniu alertu terrorystycznego z trzeciego na czwarty w pięciostopniowej skali, z kolei szef włoskiego MSZ przekazał informację o zwiększeniu gotowości. Londyński Scotland Yard ogłosił, że w najbliższych dniach zostaną w Londynie wprowadzone nadzwyczajne środki ostrożności.
Biura podróży Tui, Itaka, Rainbow Tours oraz Sun&Fun Holidays postanowiły zawiesić swoje loty do Tunezji.
Premier Tunezji Al-Habib as-Sid poinformował, iż rząd planuje zamknąć 80 meczetów, w których nakłania się do przemocy. Ponadto zapowiedział powołanie wszystkich rezerwistów do czynnej służby wojskowej i rozmieszczenia ich w całym kraju.
4 lipca 2015 prezydent Tunezji Al-Badżi Ka’id as-Sibsi ogłosił 30-dniowy stan wyjątkowy w całym kraju.

## Inne ataki terrorystyczne
W tym samym dniu doszło do dwóch innych ataków terrorystycznych: w Kuwejcie oraz we Francji. Według Departamentu Stanu USA zamachy te nie były ze sobą skoordynowane. Niemniej jednak, według brytyjskich służb, zamach w Susie powiązany był z marcowym zamachem w Muzeum Bardo w Tunezji.